# Le Chêne Dorokhveï

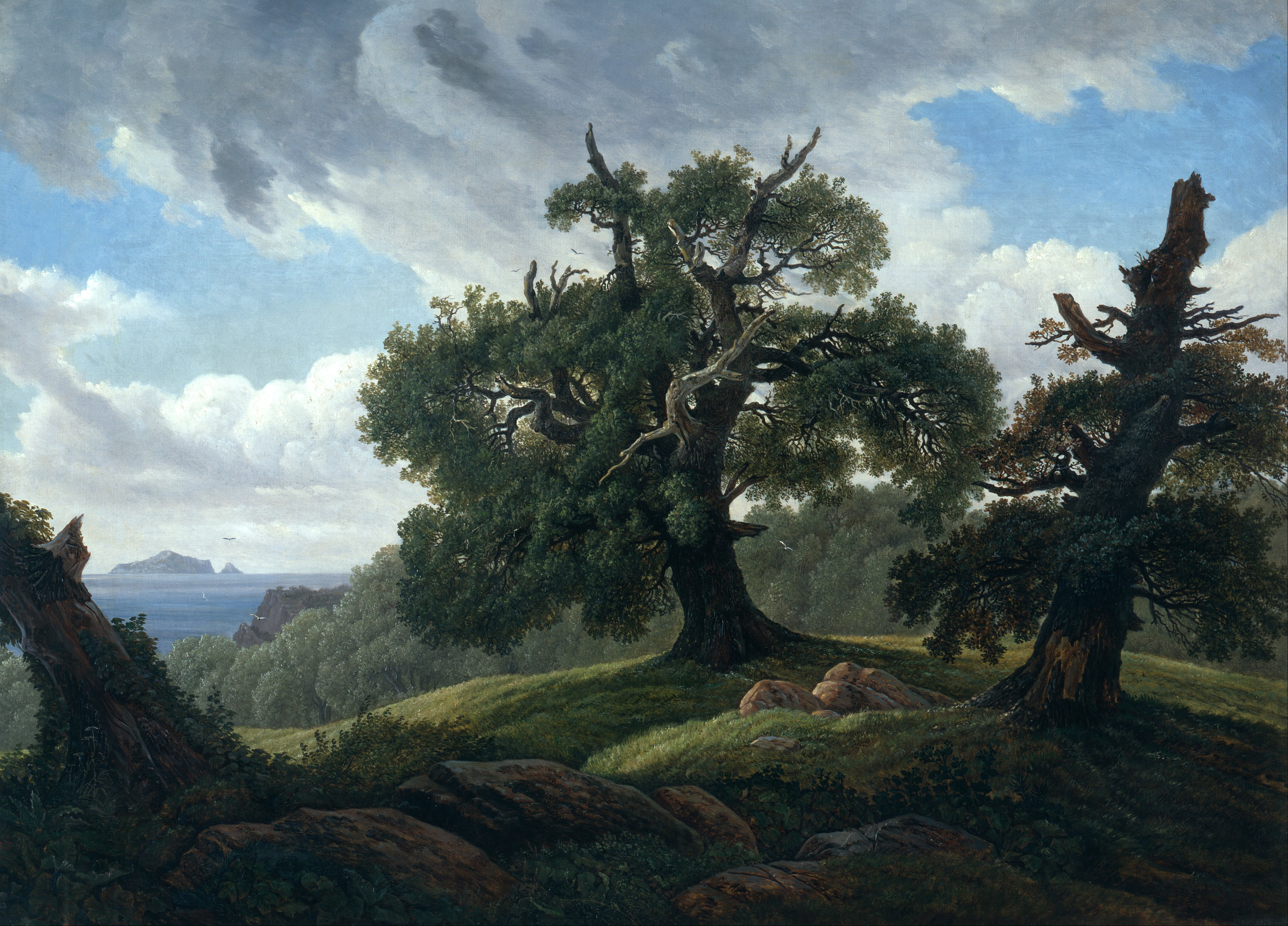
« Dans ce royaume se dressait le chêne Dorokhveï avec ses douze racines, tout près de la mer bleue. »
(Carl Gustav Carus, Chênes en bord de mer)

Le Chêne Dorokhveï (en biélorusse : Дуб Дорохвей, en allemand : Die Eiche Dorochwej) est le titre d'un conte biélorusse recueilli par Lev Barag et figurant dans son recueil intitulé Contes populaires biélorusses, sous le numéro 21. Il avait été initialement retranscrit à la fin du XIXe siècle dans le district de Gorodok, dans le Gouvernement de Vitebsk et figure dans le Belorusskiï sbornik (Recueil biélorusse, tome 6) d'Evdokim Romanov (Moguilev, 1901).
Il constitue l'une des versions d'un conte traditionnel slave oriental dont Alexandre Pouchkine s'est inspiré pour écrire son poème Le Conte du Tsar Saltan.

## Particularités
Le début du conte ressemble à Hänsel et Gretel ou au Petit Poucet (des parents, ne parvenant plus à nourrir leurs enfants, décident de les perdre dans la forêt ; il s'agit ici de trois sœurs). Après une transition qui, selon Lev Barag, apparaît plus asiatique que slave (les sœurs, pleurant leur infortune, créent un ruisseau de larmes qui coule jusque chez le tsar), le conte rejoint l'histoire de la reine qui aurait, selon les sœurs calomniatrices, enfanté une bête inconnue – alors que dans ce conte, elle a mis au monde douze beaux garçons –, et la suite apparaît assez similaire à la version de Pouchkine.
Le conte tire son nom d'un chêne magique qui se trouve sur une île où ont abordé onze des douze fils, qui avaient été jetés à la mer dans un sac de cuir. Il possède douze racines, croît « tout au bord de la mer bleue » et son tronc est creux : les frères s'y réfugieront sans pouvoir s'en échapper, car au-dehors les attend un oiseau mangeur d'hommes. Quant à l'île Bouïane, où a abordé le douzième fils, elle s'appelle ici Boudaï, et le héros y bâtira une ville appelée Kitaï.
La fin est moins bénigne que dans le conte de Pouchkine : le tsar, pour les punir, attache les deux méchantes sœurs à la queue d'un cheval qu'il fait lancer au galop dans la plaine.

## Analogies et interprétations
Le thème du chêne enchanté qui se dresse sur une île est bien connu dans les contes russes (le chêne étant un arbre sacré chez les Slaves) ; on le retrouve par exemple dans le conte Les Trois Kopecks. Il rejoint le mythe international de l'Arbre du Monde, et est généralement perçu comme permettant de relier le monde des vivants aux mondes inférieur et supérieur. Pouchkine l'évoque également dans le prologue de Rouslane et Loudmila (« Un chêne vert au creux de l'anse / Sa chaîne d'or fixée au tronc… »).
Le nombre douze (douze frères, douze racines) apparaît avec plus d'insistance encore dans une version du conte La Maladie feinte (Afanassiev 206/119a), où un palefrenier indique à Ivan Tsarévitch où trouver un cheval : « pour toi, il y a un bon cheval sur un tertre où poussent douze chênes : au pied de ces chênes il y a un caveau où un cheval est enfermé ; attaché par douze chaînes, il est prisonnier de douze portes et d'autant de serrures… ».
Vladimir Propp étudie brièvement le sujet de l'arbre dans Les Racines historiques du conte merveilleux (ch. VI.7). Il le relie à l'arbre de la sagesse, ou de la connaissance, appelé bodhitaru en Inde, et évoque aussi des relations avec l'arbre chamanique et l'image mythologique de l'oiseau (d'après l'étude de l'ethnographe Lev Sternberg sur le culte de l'aigle chez les peuples sibériens), ainsi qu'avec la barque et le tronc dans lequel certaines peuplades déposaient leurs morts.
Dorokhveï (Дорохвей) est un prénom slave assez peu courant, sans doute dérivé de Dorothée (prénom originellement épicène en français). La raison de l'attribution de ce nom à un chêne n'est pas précisée.

## Sources
- (de) L. G. Barag, Belorussische Volksmärchen, Akademie Verlag Berlin (RDA), 1977.
- Vladimir Propp, Les Racines historiques du conte merveilleux, coll. « Bibliothèque des sciences humaines », Gallimard, 1983.
- Natacha Rimasson-Fertin, L'autre monde et ses figures dans les Contes de l'enfance et du foyer des frères Grimm et les Contes populaires russes d'A.N. Afanassiev, thèse de doctorat (nov. 2008), Université Grenoble III - Stendhal / Études germaniques.)